# Stratenec (Malá Fatra)
Stratenec (1513 m. n. m.) je hora v Malé Fatře na Slovensku. Nachází se v hlavním hřebeni kriváňské části pohoří mezi vrcholy Malý Kriváň (1671 m n. m.) na východě a Biele skaly (1448 m n. m.) na jihozápadě. Od Malého Kriváně je oddělen sedlem Priehyb (1452 m n. m.), od Bielych skal sedlem Vráta (1440 m n. m.). Severozápadním směrem vybíhá z vrcholu krátká skalnatá rozsocha klesající do údolí Kúr. Tato rozsocha, v níž se nachází 135 m dlouhá Stará stratenecká jaskyňa, dělí závěr údolí Kúr na dvě větve: Kukurišovu dolinu na severu a Prostrednú dolinu na jihu. Jihovýchodní svahy hory spadají do Súčianské doliny. Severozápadní svahy jsou chráněny v rámci národní přírodní rezervace Suchý.

## Přístup
- po červené  značce ze sedla Priehyb nebo ze sedla Vráta

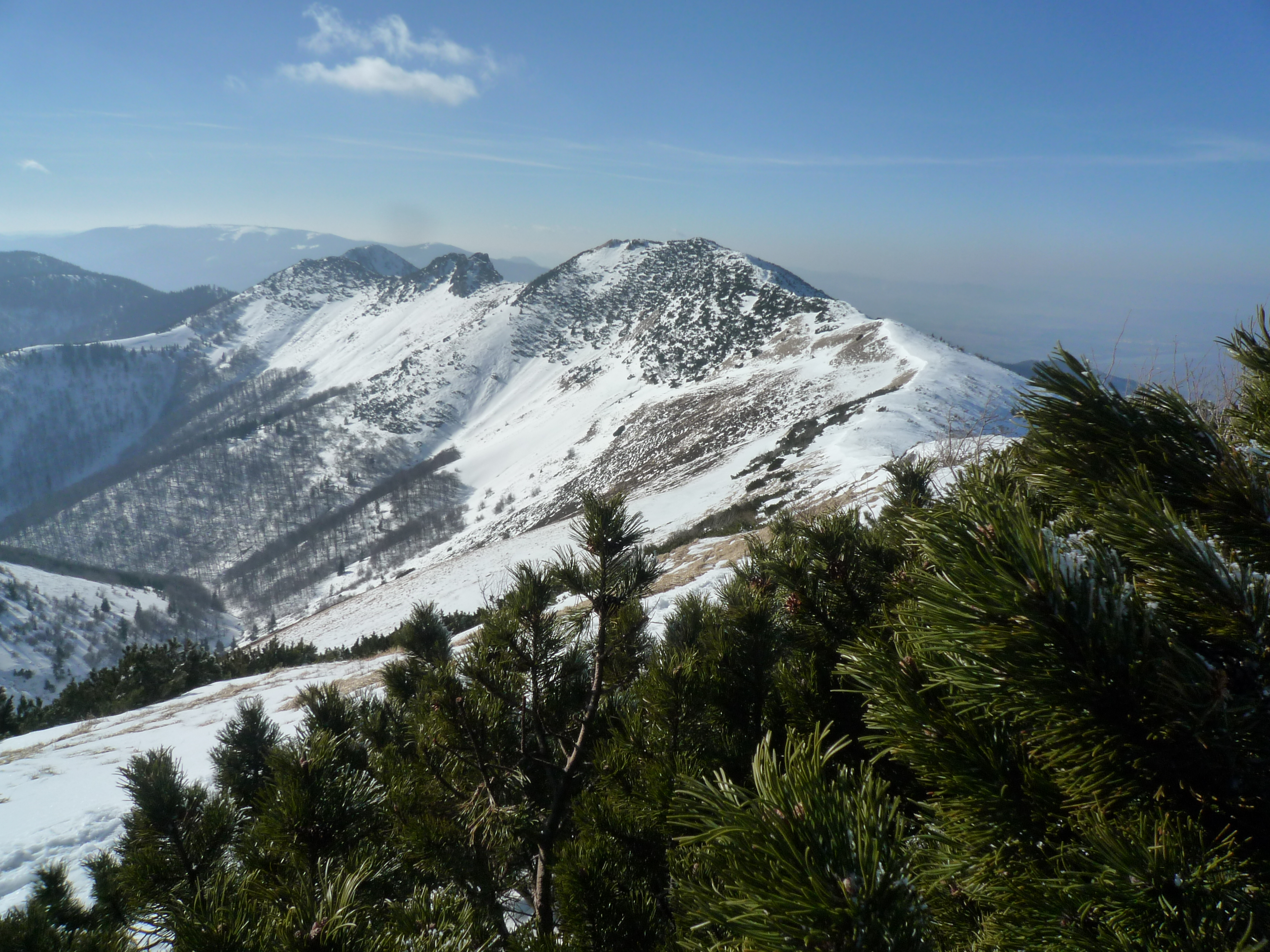
Stratenec v zimě